# ماساکی مییاساکا
ماساکی مییاساکا (انگلیسی: Masaki Miyasaka؛ زادهٔ ۱۵ ژوئیهٔ ۱۹۸۹) بازیکن فوتبال اهل ژاپن است.
از باشگاه‌هایی که در آن بازی کرده‌است می‌توان به باشگاه فوتبال ماتسوموتو یاماگا اشاره کرد.